# 吉田茂八

1872年（明治5年）の豊平橋。岸辺に吉田茂八の家が見える。

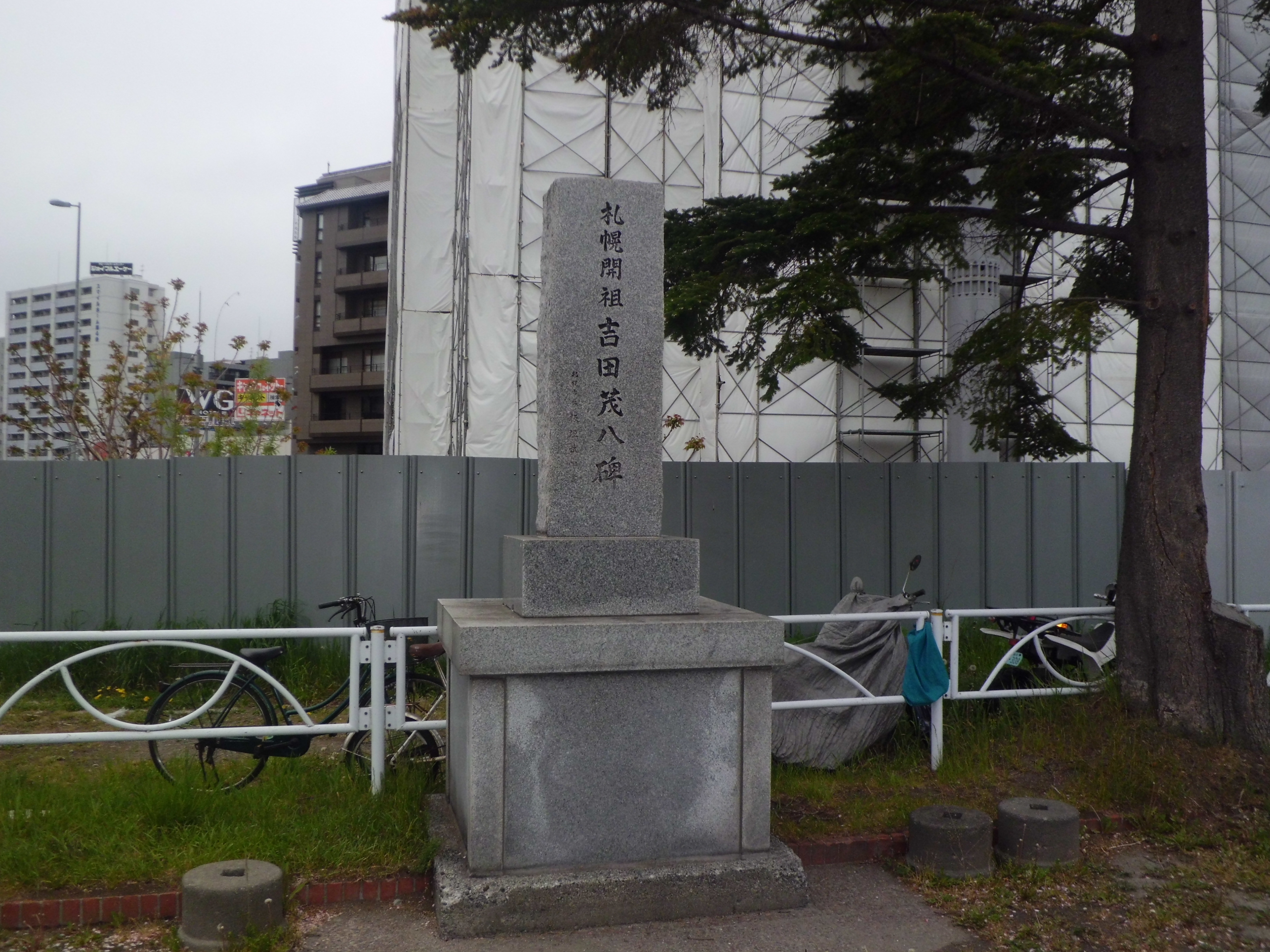
札幌開祖吉田茂八碑

吉田 茂八（よしだ もはち、1825年（文政8年）か1838年（天保9年） - 没年不明）は、江戸時代の豊平川左岸の渡守であり、札幌の開拓初期の人物である。現在の札幌市域における、最初の和人の居住者の一人であるとされる。

## 来歴
1825年（文政8年））か1838年（天保9年）、北海道福山の荒物屋の三男として生まれた。出身地については南部（現在の岩手県）説もあり、それによると陸奥国閉伊郡宮古村（現在の岩手県宮古市）の網元吉田重兵衛（吉兵衛とも）の子として生まれ、後に福山の荒物屋の吉田利助の養子となったという（ただし、この説に対しては同名の別人と混同したのではないかという意見もある）。
吉田は、箱館奉行所石狩役所の足軽・亀谷丑太郎の従僕となり、1855年（安政2年）頃に石狩方面に入り、札幌方面にも来住して猟師として生活していたという。1857年（安政4年）に箱館奉行によって銭函と千歳を結ぶ札幌越新道(千歳新道)が開削されると、幕命により豊平川渡守となり、妻子と共に現在の南4条東4丁目に住んだ。吉田は銭函方面にも往来し、僧定山と親しかったという。また、渡守になった後も狩猟は行っており、来客に獲物を御馳走することを楽しみとしていたという。
なお、吉田が亀谷の従僕となった経緯については、1858年（安政4年）から1861年（文久元年）の間に、当時発寒番所にいた亀谷が荒井金助に上申して吉田を取り立てたとする資料もある（『荒井金助事蹟材料』）。
1866年（慶応2年）に大友亀太郎が札幌近郊に入植すると、その案内役を引き受け、その後大友の入植地が札幌村として成立すると、吉田が住む豊平川岸も同村の管轄となった。
吉田は明治維新後は請負を業とし、1870年（明治3年）には後の創成川の上流部にあたる南3条から南6条の間の掘削工事を請け負い、その区間は「吉田掘」と呼ばれるようになった。
1871年（明治4年）、戸籍を福山町から東創成町5番地（後の札幌市中央区南1条東1丁目2番地）に移す。建設請負業はいたって好調であり、1873年（明治6年）1月から6月15日までの経済動向を収録した『総高取調』の請負渡世部門9万円のうち、吉田1人で1割を占めていた。約1300平方メートルの広い宅地には、家族3人に加えて奉公人12人を抱えていたという。家族は、妻の美輪と娘の須恵がいた他に、通称「三太郎」と呼ばれる老人が同居していた。
その後の吉田について詳しいことはわかっていない。一説では1878年（明治11年）か1879年（明治12年）11月に娘の須恵が出稼ぎ先の根室町弥生町で亡くなり（享年17歳10ヶ月）、その弔いのために出向いた根室に滞在中の翌年に海難事故で死亡したとされるが、その後も戸籍には記録が残っており、真相は不明である。さらに孫娘「ラク」の戸籍謄本には1920年（大正9年）7月5日に隠居の届出をした旨が記されているので、少なくとも95歳ごろまで生きていた可能性もあるが判然とせず、1952年（昭和27年）2月4日付で「年月日及び場所不詳死亡」として除籍された。墓所は染井霊園(1ロ-8-1)。

## 碑
1981年（昭和56年）、吉田茂八碑顕彰保存会によって南4条東4丁目の豊平橋園地（北緯43度03分23.1秒 東経141度21分49.8秒 / 北緯43.056417度 東経141.363833度）に「札幌開祖吉田茂八碑」が建てられた。